# Janson (métro léger de Charleroi)
 (août 2022).
Si vous disposez d'ouvrages ou d'articles de référence ou si vous connaissez des sites web de qualité traitant du thème abordé ici, merci de compléter l'article en donnant les références utiles à sa vérifiabilité et en les liant à la section « Notes et références ».
Pour les articles homonymes, voir Janson.
La station Janson est une station, en service, du métro léger de Charleroi en Belgique. C'est une station souterraine qui se trouve sur la boucle centrale.

## Histoire
La station a été inaugurée le 30 août 1996. Elle emprunte son nom au boulevard Paul Janson tout proche. 
La station dessert le stade du Pays de Charleroi, le palais de justice, la polyclinique du Mambourg (centre médical Arthur Gailly), l'hôtel de police, le musée des Beaux-arts, la bibliothèque Rimbaud et un quartier d'habitations.

## Services aux voyageurs

### Desserte
La station est desservie par les lignes M1, M2, M3 et M4.

## Aménagement culturel
Les murs de la station sont recouverts de portraits dessinés présentant des personnages d'une cinquantaine de séries parues dans l'hebdomadaire Spirou. 

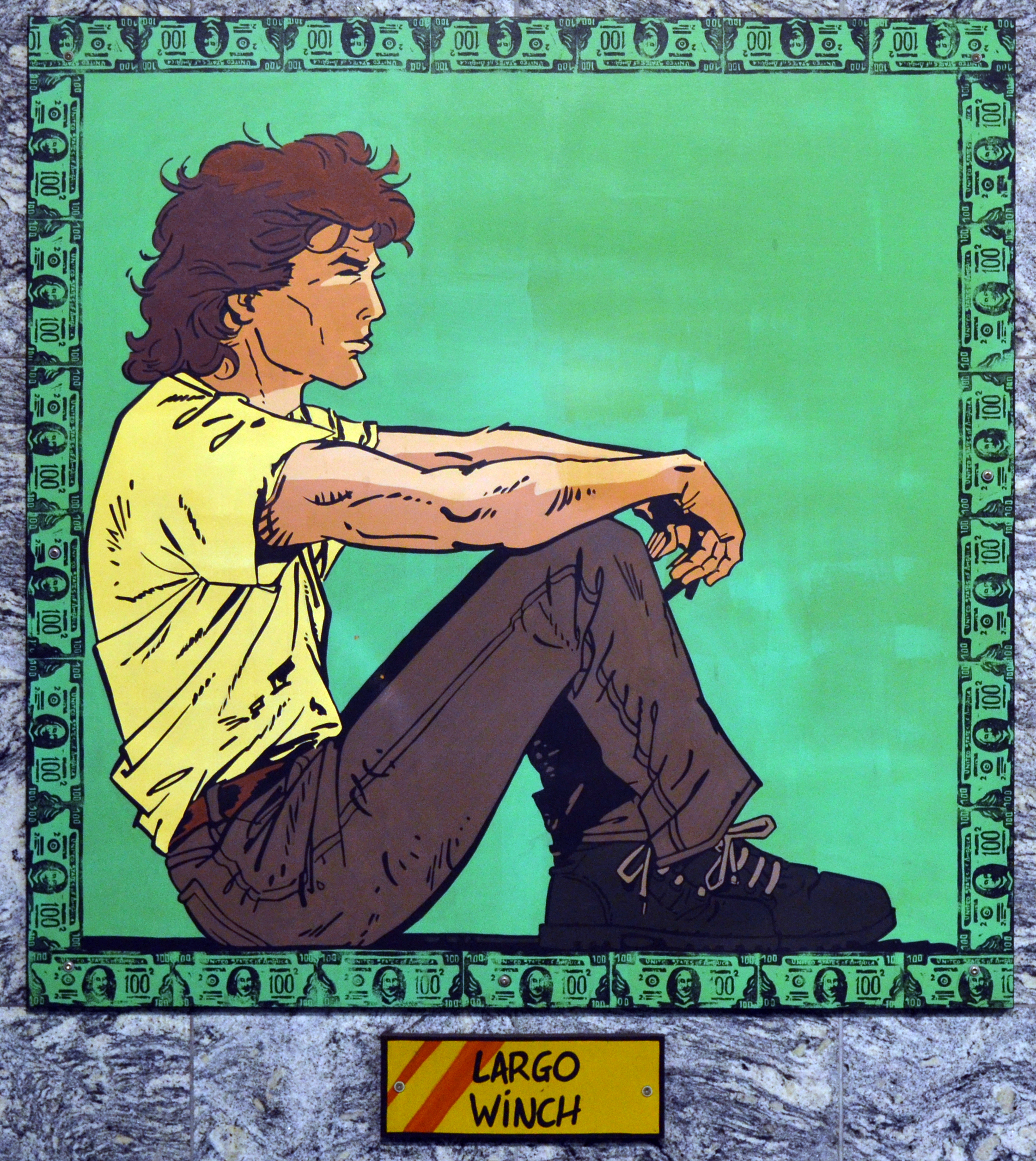
Largo Winch.
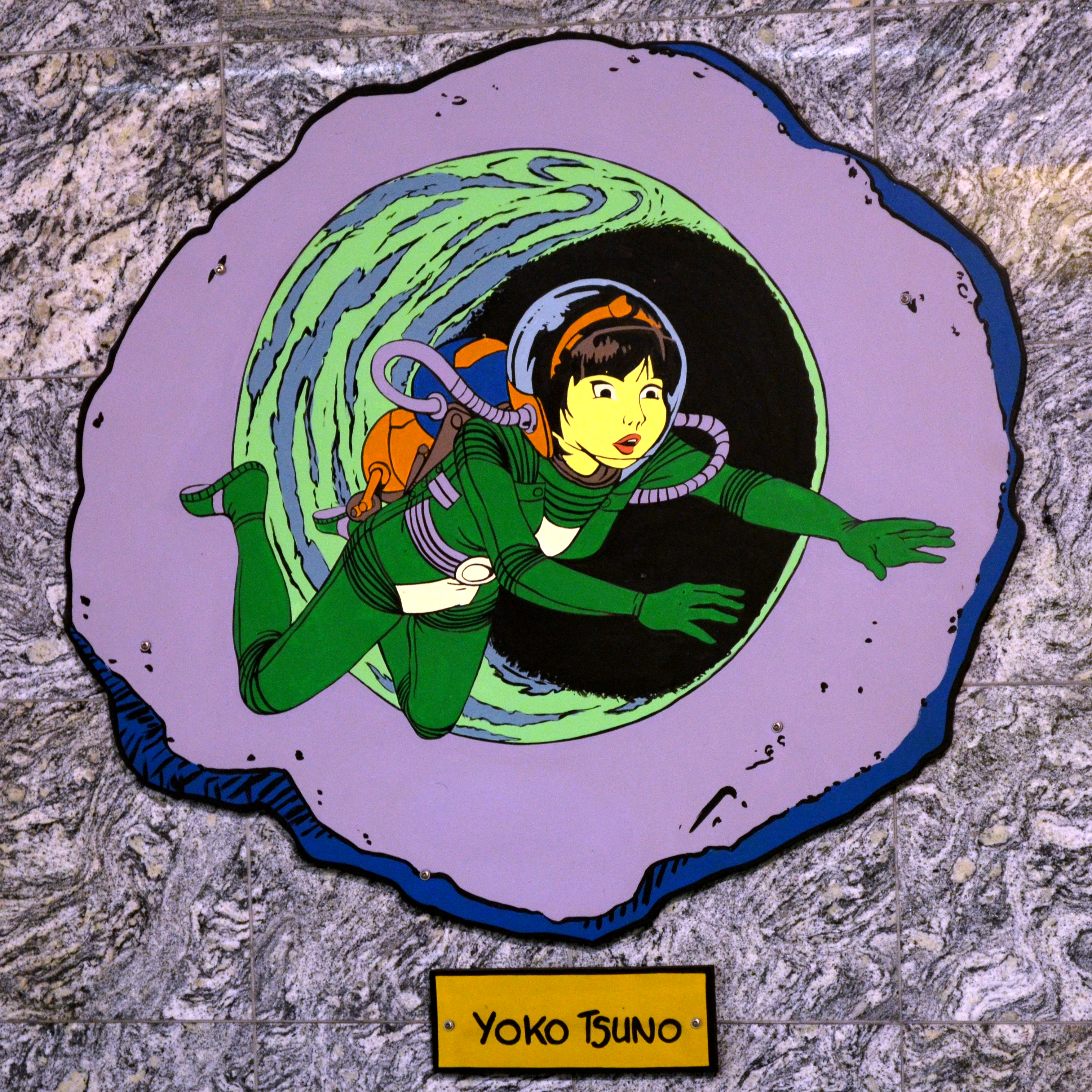
Yoko Tsuno.
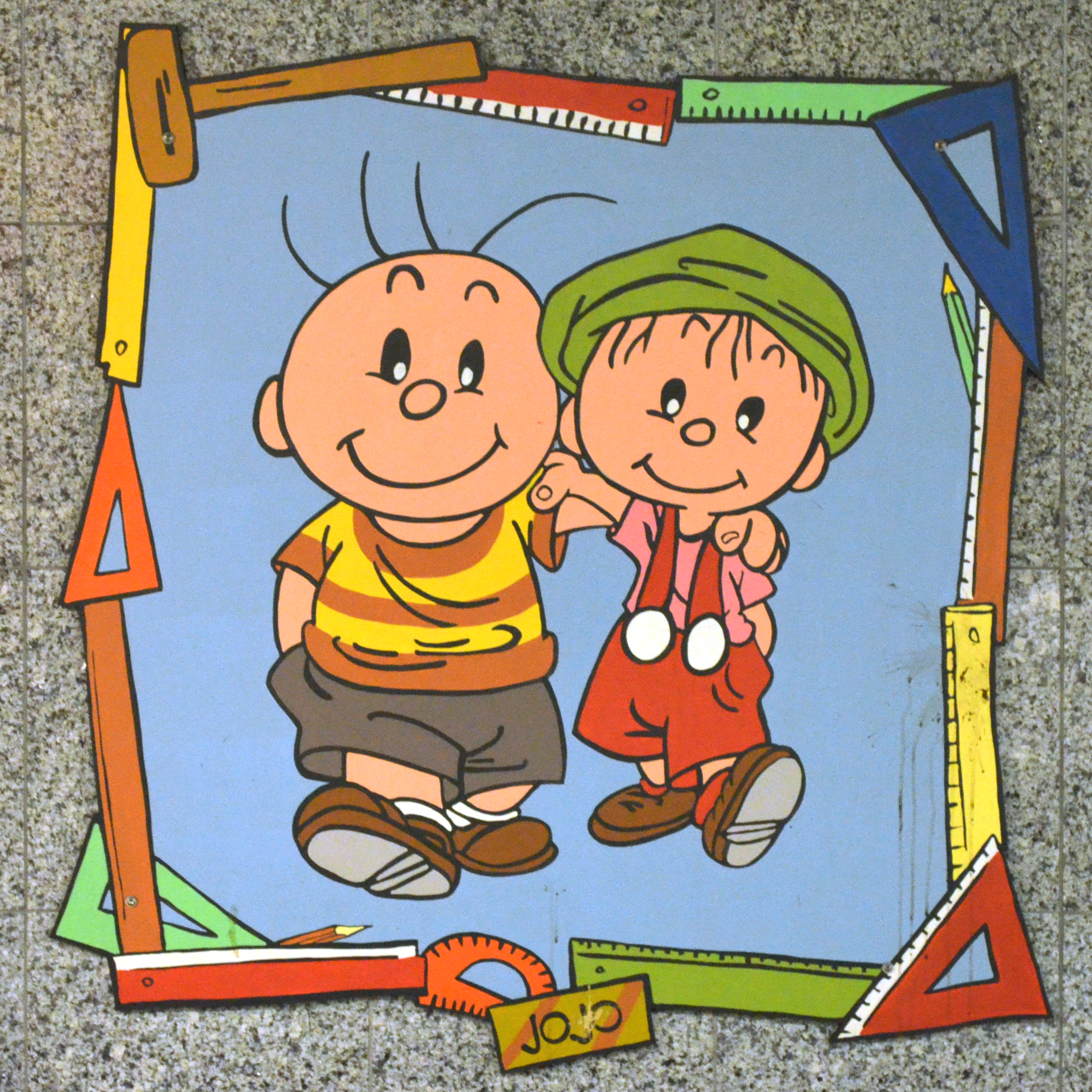
Jojo.
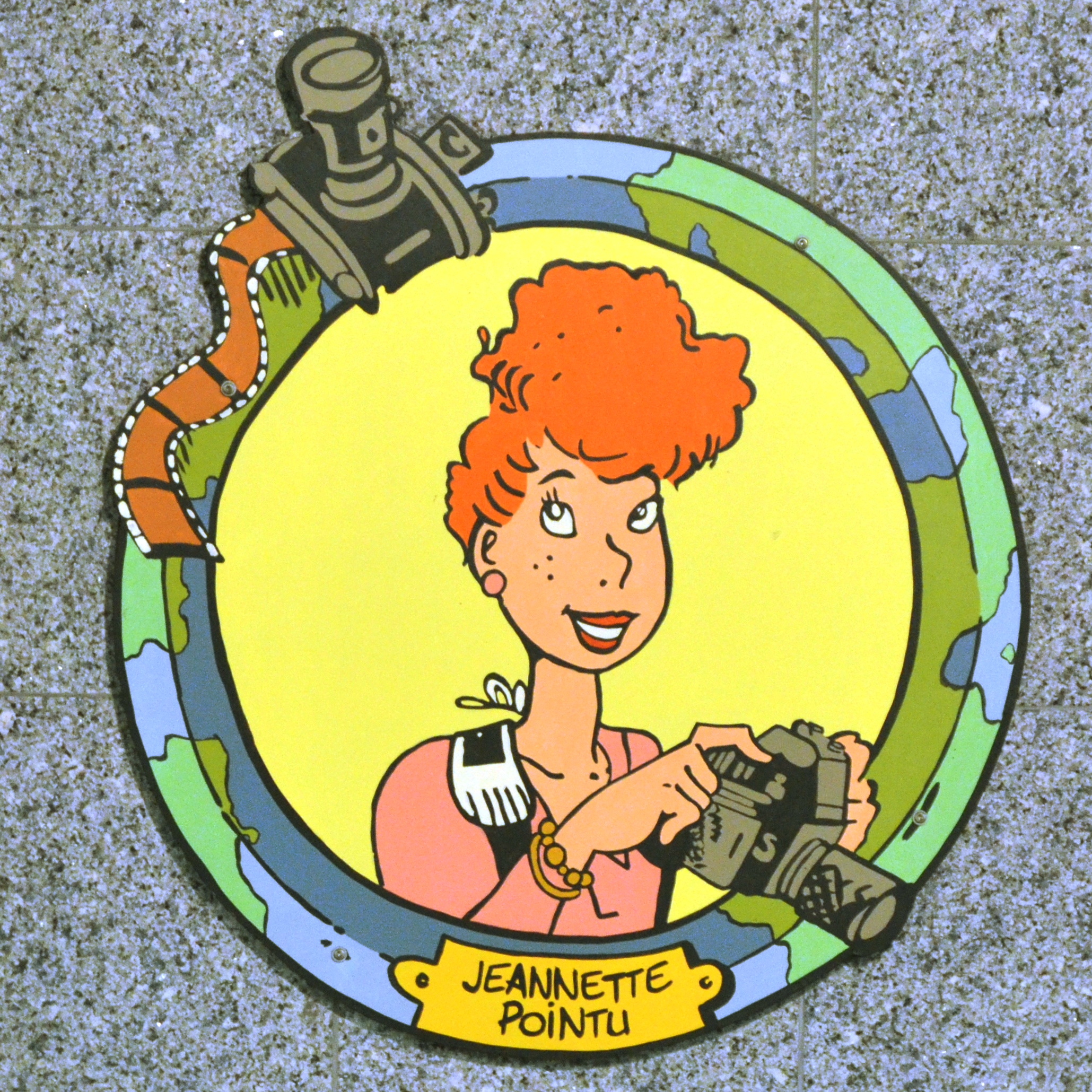
Jeannette Pointu.
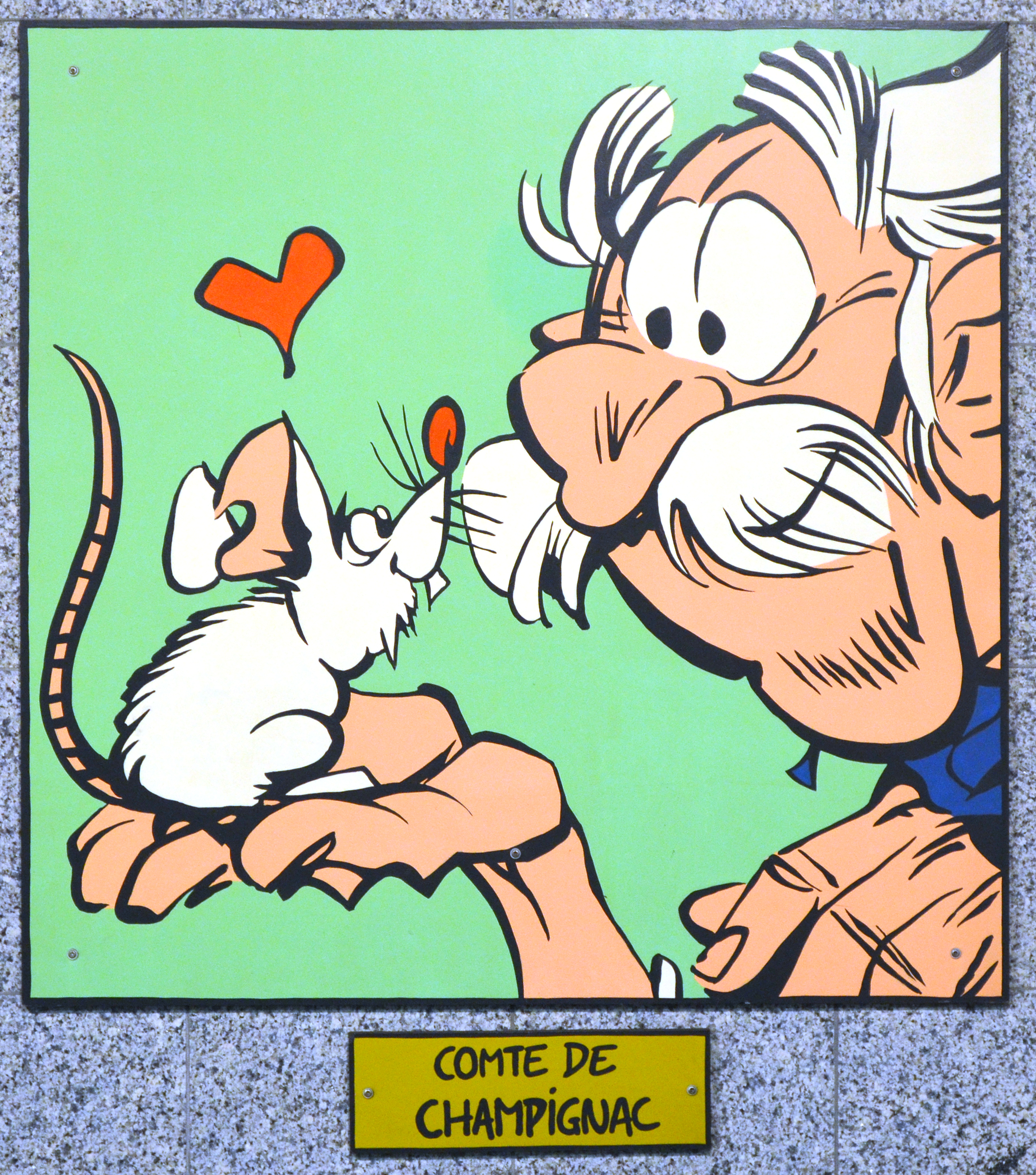
Le comte de Champignac.
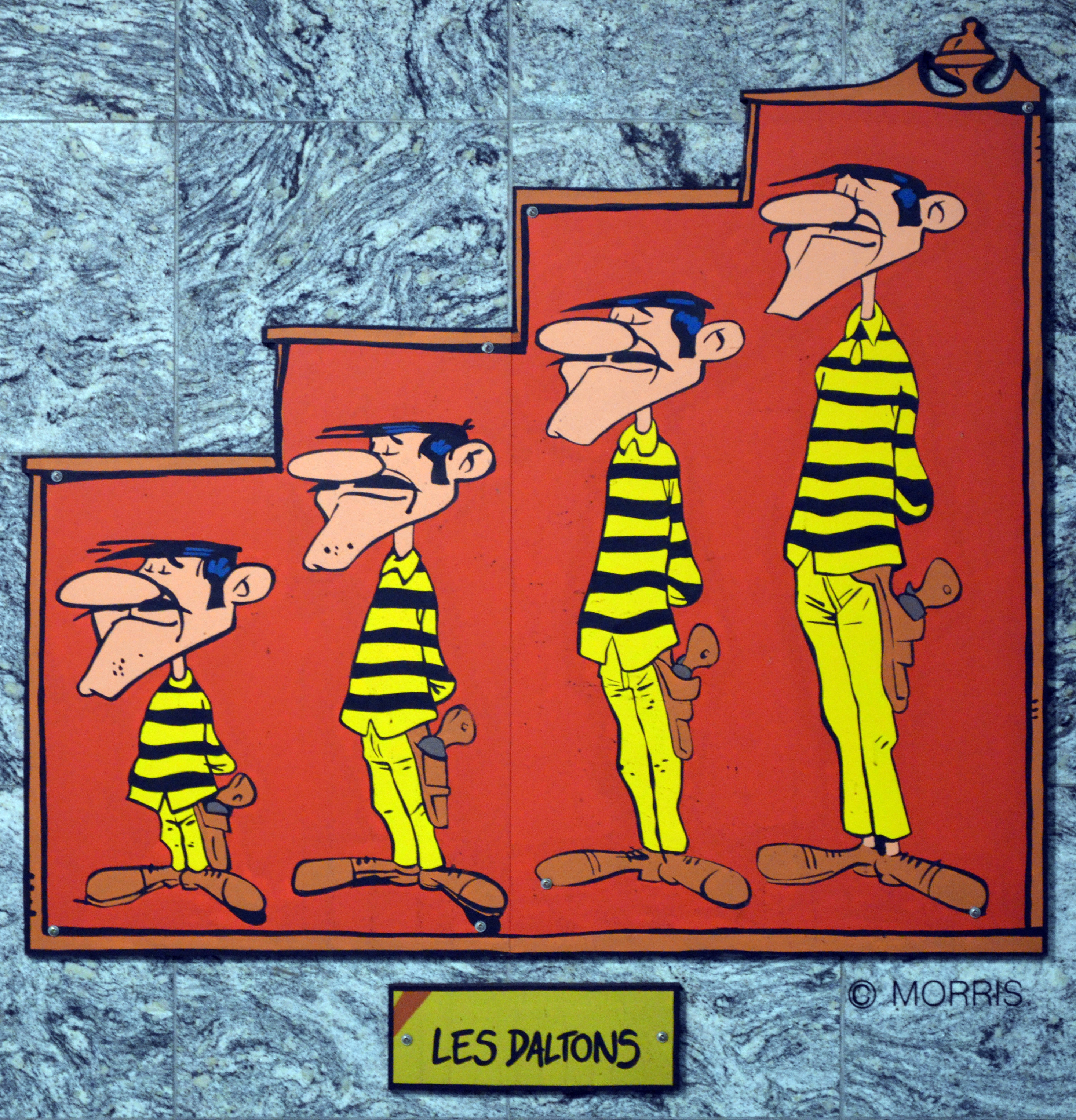
Les Daltons.